# Seespitze
Seespitze är en bergstopp i Österrike. Den ligger i distriktet Lienz och förbundslandet Tyrolen, i den centrala delen av landet. Toppen på Seespitze är 3 021 meter över havet.
Den högsta punkten i närheten är Alples Spitze, 3 149 meter över havet, 1,4 km nordväst om Seespitze.
Trakten runt Seespitze består i huvudsak av kala bergstoppar och lägre än 2500 meter över havet förekommer gräsmarker.